# Edith Alonso
Edith Alonso Sánchez (nascida em 1974, em Madrid) é uma compositora espanhola, improvisadora, pianista, artista sonora e acadêmica que tem sido envolvido na criação de um estilo eletrônico experimental que incorpora palavra falada, som musical e imagem visual. Ela recebeu vários prêmios por seu trabalho.

## Biografia e educação
Alonso nasceu em 1974, em Madrid. Criança, estudou música clássica e aprendeu a tocar piano e, mais tarde, o saxofone e a guitarra. Depois, ela se mudou de Madrid a Paris, para o doutorado. Durante a década de 1990, Alonso tocou baixo elétrico em uma banda alternativa de punk rock, em Madrid.
Alonso ensina na Universidade Internacional de la Rioja, desde 2013. Ela co-fundou o Campo de Interferencias, uma ONG na Espanha para promover a arte sonora.

## Desenvolvimento musical
O envolvimento de Alonso com a música inclui ter atuado em uma série de funções, incluindo compositora, improvisadora, pianista, artista de som e acadêmica. Alonso envolveu-se com o desenvolvimento de ferramentas para criar músicas laboratoriais, fora dos tradicionais limites da criação de novos sons musicais.

## Prêmios
Alonso recebeu uma série de prêmios, incluindo o prêmio Société des auteurs, compositeurs et éditeurs de musique (SACEM).